# Fukuchiyama
Fukuchiyama (en japonès: 福知山市, Fukuchiyama-shi) és una ciutat japonesa, la tercera més poblada i la segona més antiga de la prefectura de Kyoto. Fukuchiyama va obtenir la condició de ciutat l'1 d'abril de 1937, quan tan sols tenia 32.600 habitants. En 2010 l'aglomeració va créixer fins a arribar 79.817 habitants, tot i que als darrers anys ha patit una tendència al descens demogràfic.

## Persones il·lustres
- Hitoshi Ashida (1887-1959), polític i antic Primer ministre del Japó.
- Osamu Shimomura (1928-), químic i professor universitari guanyador del Premi Nobel.
- Sadakazu Tanigaki (1945-), polític i antic president del PLD.